# Convent de les Carmelites (Castellterçol)
El Convent de les Carmelites és una obra neoclàssica de Castellterçol (Moianès) inclosa a l'Inventari del Patrimoni Arquitectònic de Catalunya.

## Descripció
Edifici de planta quadrada amb un pati central amb un pou. La façana està distribuïda en tres nivells amb torres prismàtiques en els laterals. Les finestres estan coronades per arcs rebaixats construïts amb maó, igual que el voladís sota la teulada. Les dues torres estan rematades per roses dels vents que representen arcàngels fets de làmina de ferro i una de les torres té una campana.

## Història
A l'entrada del recinte hi ha una placa amb la inscripció "D. Jose Brugarola i Palau. Nacido en Castellterçol el 24 de 1779. Murió en Valencia el 2 de Marzo de 1851. Fundó esta casa de beneficiencia con el fin de socorrer a los pobres de esta villa que por su edad o estado físico no sean capaces de proveer a su subsistencia. En septiembre de 1860 empezó su construcción y se hizo su inauguración solemne y definitiva el dia 3 de noviembre de 1867". Posteriorment a la seva inauguració s'hi van fer moltes obres.